# Iwan Netschuj-Lewyzkyj

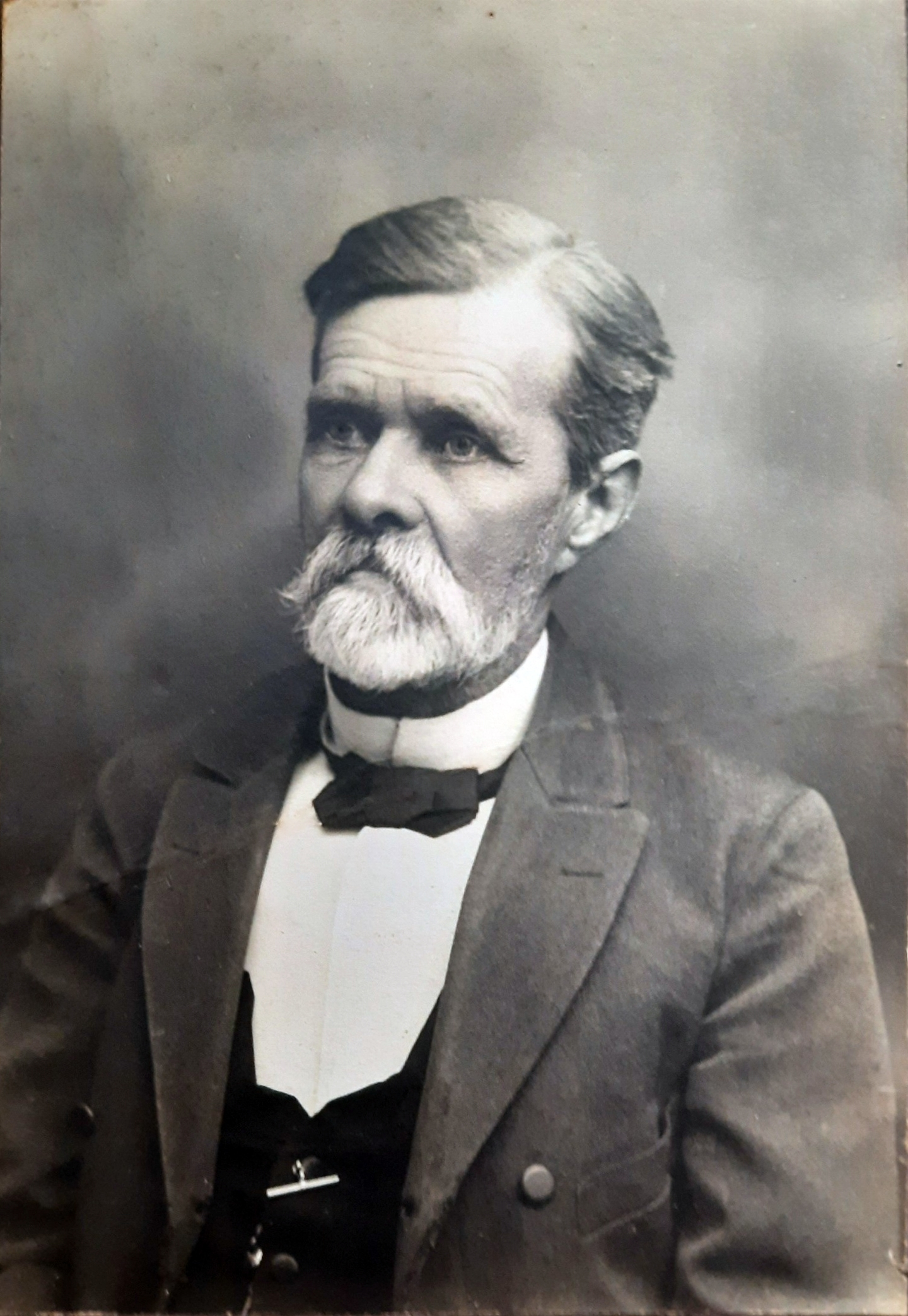
Iwan Netschuj-Lewyzkyj

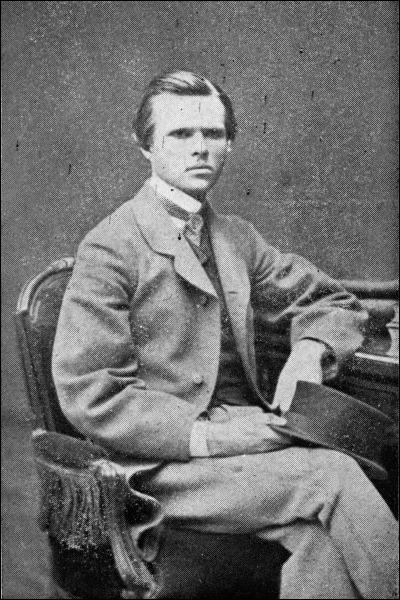
Iwan Lewyzkyj während seines Studiums an der Kiewer theologischen Akademie

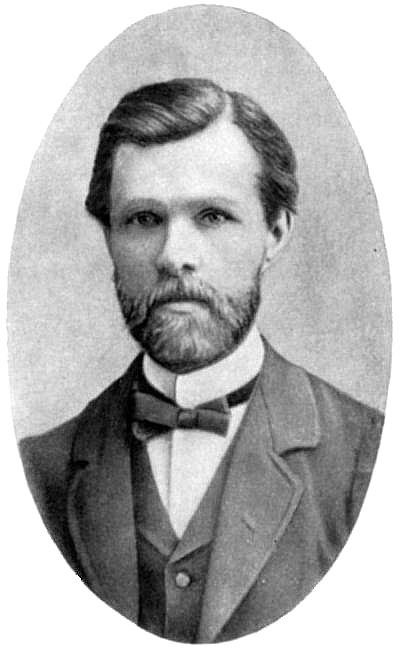
Porträt von Iwan Lewyzkyj

Iwan Semenowytsch Netschuj-Lewyzkyj (ukrainisch Іва́н Семе́нович Нечу́й-Леви́цький Ivan Semenovyč Nečuj-Levyckyj; * 13. Novemberjul. / 25. November 1838greg. in Stebljow, Gouvernement Kiew, Russisches Kaiserreich; † 2. April 1918 in Kiew, Ukrainische Volksrepublik) war ein ukrainischer Schriftsteller, Übersetzer und Lehrer.

## Leben
Iwan Netschuj-Lewyzkyj wurde in der Familie einer Priesterdynastie geboren. Sein Vater organisierte auf eigene Kosten eine Schule für Bauernkinder und brachte dort seinem Sohn das Lesen und Schreiben bei. In einem Alter von sieben Jahren ging er an die geistige Fachschule, wo sein Onkel lehrte. Dort lernte er Latein, Griechisch, Kirchenslawisch und hatte diese mit Erfolg absolviert. Mit 14 Jahren kam er an das Kiewer Geistesseminarium, das er im Jahre 1859 beendete. Während seiner Lehre bewunderte er die Werke von Taras Schewtschenko, Alexander Puschkin und Nikolai Gogol. Nach dem Beenden des Seminarium war er ein ganzes Jahr krank. Später arbeitete er an der geistigen Fachschule als Lehrer und unterrichtete Kirchenslawisch, Mathematik und Geografie. 1861 fing er sein Studium in der Kiewer Geistes-Akademie an. Er war sehr unzufrieden mit dem Niveau des Unterrichts und begann mit einem Selbststudium: Er lernte Französisch und Deutsch, las russische und ukrainische Klassik, Werke der europäischen Schriftsteller, wie Dante, Cervantes und Lesage und interessierte sich für die Werke progressiver Philosophen seiner Zeit.
1865 bekam er an der Akademie seinen Magistertitel und lehnte gleichzeitig die Karriere eines Priesters ab. Er begann mit dem Unterrichten der russischen Sprache, Literatur, Geschichte und Geografie an dem Poltawer Geistesseminarium (1865–1866), in dem Gymnasium der Stadt Kalisch (1866–1867) und später Siedlce (1867–1872). Ab 1873 lehrte er an der Kischinauer Knabengymnasium das russische Schrifttum. Dort leitete er einen Zirkel der progressiv eingestellten Lehrer, die während der geheimen Versammlungen nationale und soziale Probleme diskutierten. In derselben Zeit propagierte er die ukrainische Literatur in Kischinau und geriet unter die Beobachtung der Gendarmerie. 1885 ging er in den Ruhestand und fuhr nach Kiew zurück, wo er mit seiner schriftstellerischen Arbeit begann.
In den schwierigen Jahren des Ersten Weltkriegs und der Oktoberrevolution war der Schriftsteller dazu gezwungen in Armut zu leben und um das Überleben zu kämpfen. Er bekam keine literarischen Honorare, lebte in einem kalten Haus und litt sehr oft an Hunger. Iwan Netschuj-Lewyzkyj lebte einsam – er hatte keine Familie und seine Anhänger wandten sich von ihm ab. Der Schriftsteller stand in langen Reihen, um Brot oder Kerosin zu bekommen. Schließlich wurde er krank und kam in ein Armenhaus, wo er am 2. April 1918 starb. Er wurde auf dem Kiewer Baikowe-Friedhof beigesetzt.

## Sein literarischer Werdegang
Netschuj-Lewyzkyj hat in seinem Leben über 50 Werke verfasst. Unter ihnen sind Kurzerzählungen, Komödien, historische Dramen und Theaterrezensionen. Er führte auch sprachliche, pädagogische und literarisch kritische Forschungen durch.
Sein erstes Werk Dvi moskovky schrieb Iwan Netschuj-Lewyzkyj 1866 in einem Alter von 28 Jahren. Lewyzkyj befand sich sehr oft in Lemberg, wo er seine Novellen in der Zeitschrift „Pravda“ drucken ließ unter dem Pseudonym Netschuj. Er wollte seine Identität verschleiern, damit sein alter kranker Vater nichts von der schriftstellerischen Tätigkeit seines Sohnes weiß. Er befürchtete, die Sorgen um seinen Schicksal würden ihn noch mehr krank machen. So ist sein Vater gestorben, ohne zu erfahren, dass sein Sohn Schriftsteller ist.
1868 wurden in dieser Zeitschrift die Novellen Dvi moskovky und Pryčepa und Erzählung Rybalka Panas Krut‘. In diesen, wie auch in seinen weiteren Werken, thematisierte er die Russifizierung in der Politik des Zarenreichs. In den 1870er Jahren und Anfang der 1880er war seine Blütezeit, in der seine besten und bekanntesten Werke erschienen sind. Zu ihnen zählen: Kajdaševa sim’ja (1878), Burlačka(1876) – hier schrieb er über das Arbeiterleben, Mykola Džerja (1874), Blahoslovit‘ babi ckoropostyžno vmerty, Ne možna babi Parasci vderžatys‘ na seli (1874), die große Novelle Chmary (1878) und die historische Forschung Ukrajins’kyj het’man Bohdan Chmel’nyc’kyj i kozaččyna.
Mit seiner Rückkehr nach Kiew, schrieb er eine Reihe neuer Erzählungen, wie Propašči (1886). 1906 schrieb er ein Artikel zum 45sten Todesjahr von Taras Ševčenko in der Zeitschrift „Šeršen‘“. Außerdem beschäftigte er sich mit der ukrainischen Hochsprache und der Rechtschreibung und widmete diesen Themen zwei große Arbeiten: Kryve dzerkalo ukraijns’koi movy (1912) und S’ohočasna časnopysna mova na Ukraijni (1907). Später, 1914 und 1915 gab er zwei Bücher zu den genannten Themen heraus. Das erste Buch hieß Etymologie (Etymolohija) und beinhaltete die Phonetik und die Morphologie in sich. In seinem zweiten Buch hatte er sich mit den einfachen und zusammengesetzten Sätzen auseinandergesetzt, dementsprechend nannte er das Buch Syntax (Syntaksys).

## Werke
Novellen und Märchen
- Рибалка Панас Круть – Rybalka Panas Krut’ (1868)
- Причепа – Pryčepa (1869)
- Дві московки – Dvi moskovky (1969)
- Не можна бабі Парасці вдержатись на селі – Ne možna babi Parasci vderžatys’ na seli (1874)
- Благословіть бабі скоропостижно вмерти – Blahoslovit’ babi ckoropostyžno vmerty (1875)
- Хмари – Chmary (1875)
- Бурлачка – Burlačka (1876)
- Микола Джеря – Mykola Džerja (1878)
- Кайдашева сім’я – Kajdaševa sim’ja (1879)
- Два брати – Dva braty (1885)
- Афонський пройдисвіт – Afons’kyj projdysvit (1890)

Dramen
- Маруся Богуславка – Marusja Bohuslavka (1875)
- На кожум'яках – Na kožum’jakach (1875)
- Старо-світьскі батюшки та матушки – Staro-svits’ki batjušky ta matušky (1885)

Historische Romane
- Гетьман Иван Віговський – Het’man Ivan Vihovs’kyj (1899)
- Український гетьман Богдан Хмельницький і козаччина – Ukrajins’kyj het’man Bohdan Chmel’nyc’kyj i kozaččyna

## Zusätzliche Information
Am Gymnasium wurde er als Pädagoge hochgeschätzt. Das führte zu höheren Rängen und zwei Orden: Sankt-Stanislaus-Orden des zweiten Grades und den Sankt-Annen-Orden ebenfalls des zweiten Grades.
In Stebliw wurde im Jahre 1960 das literarische Museum des Schriftstellers eröffnet.
Der berühmte russische Film Za dvumja zajcami wurde nach den Motiven der Komödie Iwan Netschuj-Lewyzkyjs Na kožum’jakach verfilmt.
1928 wurde zu seinen Ehren eine Ausstellung in Kiew organisiert.
Am 6. November 2018 gab die Nationalbank der Ukraine zu Gedenken an seinen 100. Todestag eine 2-Hrywnja-Silbermünze heraus.